# Eudòxia Borisovna Yusupova
Eudòxia Borisovna Yusupova (Moscou 16 de maig de 1743 - Sant Petersburg 19 de juliol de 1780), va ser una duquessa consort de Curlàndia i Semigàlia.

## Biografia
Es va casar amb el duc de Curlàndia, Peter von Biron, el 6 de març de 1774 a Mitau. Ella era la filla gran del príncip Boris Yusupov, i Irina Mikhaylovna Zinovyeva. Eudòxia i Peter es van divorciar el 27 d'abril de 1778 sense fills. El matrimoni va ser arreglat per l'emperadriu Caterina II de Rússia per assegurar una bona relació entre Rússia i Curlàndia.
Eudòxia Yusupova va ser considerada com una bellesa amb qualitats espirituals. Ella es va fer popular entre la noblesa a Curlàndia, i al principi va exercir una certa influència sobre el seu marit, però la relació entre el matrimoni aviat es va deteriorar, i ella desitjava ser alliberada dels maltractaments que sofria amb el seu marit. Després d'haver assistit al casament de Pau I de Rússia i Maria Feodorovna (Sophie Dorothea de Württemberg) el 26 de setembre 1776, es va negar a regressar a Mitau. El divorci es va publicar el 27 d'abril 1778.